# 拉戈阿尼耶尔
拉戈阿尼耶尔（法語：La Gohannière，法語發音：[la ɡɔanjɛʁ]）是法国芒什省的一个旧市镇，属于阿夫朗什区。2019年，拉戈阿尼耶尔与市镇蒂尔皮耶合并为新市镇塞河畔蒂尔皮耶。

## 地理
拉戈阿尼耶尔（48°42'23"N, 1°15'17"W）面积3.78 平方千米，位于法国诺曼底大区芒什省，该省份为法国西北部沿海省份，西、北、东北三面环大西洋，东起顺时针与卡爾瓦多斯省、奧恩省、马耶讷省和伊勒-维莱讷省接壤。
与拉戈阿尼耶尔接壤的市镇（或旧市镇、城区）包括：蒂尔皮耶、拉戈德弗鲁瓦、小塞朗、圣布里斯、圣奥万、韦尔尼。

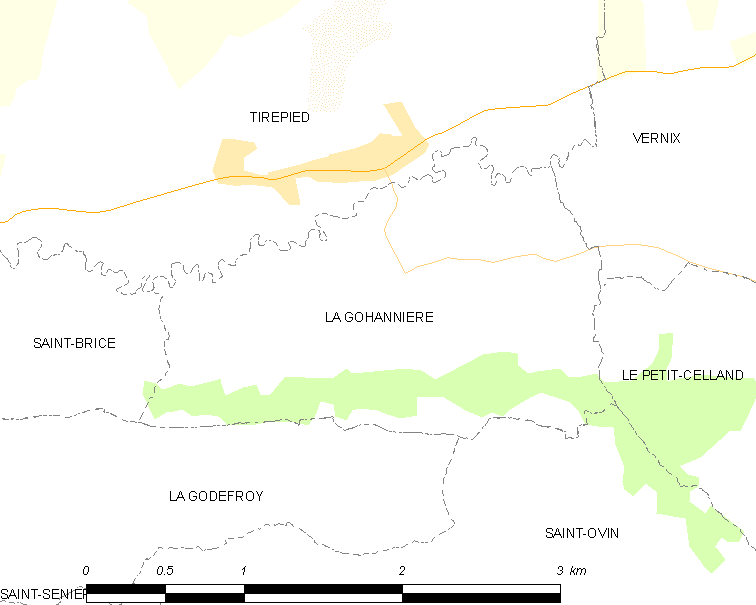
拉戈阿尼耶尔的OSM定位图

拉戈阿尼耶尔的时区为UTC+01:00、UTC+02:00（夏令时）。

## 行政
拉戈阿尼耶尔的邮政编码为50300，INSEE市镇编码为50206。

## 政治
拉戈阿尼耶尔所属的省级选区为伊西尼-勒比阿县。

## 人口

1962-2008年间拉戈阿尼耶尔人口变化图示

拉戈阿尼耶尔于2015时的人口数量为118人。